# 20 chili di guai!... e una tonnellata di gioia!
20 chili di guai!... e una tonnellata di gioia! (40 Pounds of Trouble) è un film del 1962 diretto da Norman Jewison.
È un remake di Little Miss Marker (1934).

## Trama
Steve McCluskey è il direttore di un lussuoso casinò in Nevada, molto ben gestito e soprattutto molto redditizio. Steve cerca di gestire nel miglior modo possibile e senza inconvenienti tutta l'organizzazione, compreso l'albergo e il teatro annesso al casinò, anche per accontentare e farsi voler bene del proprietario della struttura Bernie (chiamato Bill) Friedman. Deve vedersela con l'arrivo della nipote del proprietario, che intende esibirsi nel teatro annesso al casinò e organizzare al meglio il debutto, ma deve gestire anche la presenza di una bambina di soli cinque anni lasciata nell'albergo il giorno prima da suo padre, incallito e ben poco fortunato giocatore d'azzardo, il quale deve andar via e tornare dopo alcune ore a riprendere sua figlia, cosa che non avviene. Steve decide quindi di occuparsi personalmente della bambina, alla quale in poco tempo ci si affeziona e intreccia una promettente amicizia con Chris, la nipote del proprietario, anch'essa affezionata alla bambina. 
Steve deve continuamente stare in guardia e vedersela con la polizia e i detective dello Stato della California, dalla quale è ricercato perché è moroso nei confronti della ex moglie, che odia profondamente. La piccola Penny si trova perfettamente a suo agio nell'ambiente ed è amorevolmente accudita da Steve e dallo staff della struttura, ma le viene proibito entrare negli ambienti in cui è vietata la presenza di minori. Dopo alcune settimane, attraverso i giornali si scopre che il padre della bambina è perito in un incidente d'auto e che, non avendo più la madre né alcun altro parente, si dovrebbe affidare la bambina alla polizia. 
Ma Steve non se la sente di dare questa brutta notizia alla piccola e così decide di portarla a Disneyland, dove la bambina ha sempre desiderato andare. Con l'aiuto dello staff del casinò, escogitano quindi alcuni stratagemmi, per evitare a Steve di essere individuato e arrestato e tutto fila liscio per l'intera giornata trascorsa con la piccola e Chris fra i divertimenti a Disneyland, ma alla fine di un inseguimento di un detective per tutto il parco giochi, Steve viene arrestato e successivamente condotto in tribunale, con l'accusa di aver tenuta nascosta la bimba. Ma tutto si risolve in breve tempo, poiché Steve e la nipote del proprietario (che nel frattempo aveva deciso di licenziarlo per tutto il trambusto provocato) si sposano e adottano la bambina e come viaggio di nozze tutti e tre partono per Disneyland.